# Die Zugereisten
Die Zugereisten (slowenisch: Prišleki) ist ein Roman von Lojze Kovačič.
Das Werk ist eine autobiographische Trilogie, die erstmals 1984/85 in Slowenien erschien. In der deutschen Ausgabe wird das Werk im Untertitel auch als "eine Chronik" bezeichnet.

## Inhalt
Im Band I erzählt Kovačič von der Zwangsausweisung seiner Familie 1938 aus der Schweiz, von ihrer Reise mit dem Zug von Basel, wohin der Vater als Kürschner ausgewandert war, zurück nach Ljubljana, Slowenien, und über die Erfahrungen von Zurückweisung und Ablehnung als Fremde im Herkunftsland des Vaters. Zunächst lebt die Familie bei Verwandten auf dem Land, dann in Ljubljana. Aus der Sicht eines Jungen und mit dem wachen Auge des Außenseiters schildert Kovacic das vergebliche Bemühen seiner Familie, in der neuen alten Heimat des Vaters Fuß zu fassen, sein Bemühen um die ihm fremde slowenischen Sprache und den Wechsel von der Vorkriegs- in die Kriegszeit mit der Besetzung Ljubljanas durch Mussolinis Truppen 1941 als Ende einer Epoche.
Im Band II schreibt Kovačič über die Besatzungszeit Sloweniens durch italienische und deutsche Truppen. Er wird in die Hitlerjugend gezwungen, seine Mutter als "Deutsche" von den Slowenen abgelehnt. Ljubljana, das König Peter zujubelte, fügt sich der italienischen Besatzungsmacht. Die Familie steht dazwischen, wo gehört sie hin? Der jugendliche Lojze bewundert die Partisanen und die Domobrancen. Mitten im Kriege beginnt er zu zeichnen, zu malen, zu lesen, versucht zu schreiben, schließt sich einem Kreis junger, slowenischer Dichter an. Nach dem Tod des Vaters bringt er mit 16 Jahren seinen ersten literarischen Erinnerungstext zu Papier, der in einer Jugendzeitschrift veröffentlicht wird. Dann versinkt Ljubljana im Chaos der letzten Kriegstage.
Der Band III der Trilogie beginnt mit dem Einzug der Partisanenarmee in das von den deutschen Truppen verlassene Ljubljana und schildert die Anfänge des sozialistischen Jugoslawiens bis zum Bruch von Tito mit Stalin im Jahr 1948. In ständig wechselnden Szenen schildert Kovačič den Rausch von Freude, Feigheit und Gewalt als Volksfest und wie seine Familie in diesem Durcheinander, ohne Vater von Angst getrieben, als "Deutsche" erkannt zu werden, weiterlebt. Er trägt, gerade siebzehnjährig, nun allein die Verantwortung für seine Mutter und Schwester, die nicht Slowenisch sprechen, dazu die gehbehinderte Nichte im Leiterwagen, und sieht sich in zwei Welten, zwischen denen er nicht vermitteln kann. Die Angehörigen werden, wochenlang zwischen der jugoslawischen und österreichischen Grenze hin- und hergeschoben, schließlich ausgewiesen. Voller Selbstvorwürfe schlägt er sich in Lijubljana durch, findet durch das Schreiben über den Tod und Verlust des Vaters Halt wie die Aufmerksamkeit der Literatur-Szene und bleibt als ihr Außenseiter ein Chronist verrückter Zeiten.

## Stil
Der Stil des autobiographischen Werkes ist eine Art innerer Monolog, der hin und wieder – mit drei Punkten abgetrennt – durch Gedankenfetzen unterbrochen wird.

## Rezeption
Von der slowenischen und deutschsprachigen Literaturkritik wurde das Werk überschwänglich als 'Roman des 20. Jahrhunderts' gefeiert (so wählte die slowenische Literaturkritik 2001 seine Trilogie zum «Roman des 20. Jahrhunderts»). Er wurde für diesen Roman als "slowenischer Proust" bezeichnet. Auch die NZZ bezeichnet den Roman als ein Meisterwerk.

## Ausgaben
- Die Zugereisten. Klaus Detlef Olof, Übers. Drava-Verlag, 2004–2006, 3 Bände. Band I: ISBN 978-3-85435-388-1. Band 2: ISBN 978-3-85435-443-7. Band III: ISBN 978-3-85435-444-4.
- Die Zugereisten. Klaus Detlef Olof, Übers. Drava-Verlag, 2007, 1 Band. ISBN 3-85435-480-0.